# 羅撒西公爵大衛·斯圖爾特
大衛·斯圖爾特（英語：David Stewart，（1378年10月24日—1402年3月26日）），羅撒西公爵，蘇格蘭國王羅伯特三世的長子。
隨著父親於1390年繼承蘇格蘭王位，大衛成為蘇格蘭王國的王儲。1398年，大衛獲封「羅撒西公爵」的頭銜。然而他的叔叔羅伯特·斯圖爾特對其日漸增加的政治影響力頗為不滿，於1402年2月將大衛監禁在福克蘭宮。同年3月大衛死於獄中，年僅23歲。